# Wilno (rejon miejski)
Rejon miejski Wilno (lit. Vilniaus miesto savivaldybė, dosł. samorząd miasta Wilno) – rejon miejski w południowo-wschodniej Litwie, obejmujący miasta Wilno i Grzegorzewo.
Wilno zamieszkują (dane za 2011 rok): Litwini 63,24%, Polacy 16,5%, Rosjanie 11,94%, Białorusini 3,53%, Ukraińcy 1%, Żydzi 0,38%, inne narodowości 3,39%.

## Demografia
Urbanizacja:
- miasta – 529 022

Religie:
Dominującą religią jest katolicyzm (ok. 350 000 osób), oprócz katolików dużą grupą są także prawosławni – ok. 48 000 i ateiści – ok. 47 000.
Narodowości:
- Litwini – 338 758 (63,24%)
- Polacy – 88 408 (16,5%)
- Rosjanie – 63 991 (11,94%)
- Białorusini – 18 924 (3,53%)
- Ukraińcy – 5338 (1%)
- Żydzi – 2026 (0,38%)
- inni 3,39%

## Podział administracyjny
Wilno dzieli się na 21 gmin-dzielnic:
- Antokol
- Fabianiszki
- Grzegorzewo (gmina nie wchodzi w skład miasta Wilna)
- Justyniszki
- Karolinka
- Leszczyniaki
- Nowa Wilejka
- Nowe Miasto
- Nowy Świat
- Ponary
- Poszyłajcie
- Rossa
- Stare Miasto
- Szeszkinia
- Śnipiszki
- Werki
- Wierszuliszki
- Wilcza Łapa
- Zameczek
- Zwierzyniec
- Żyrmuny